# Rollinia calcarata
Rollinia calcarata é uma árvore, muito rara, que ocorre no Brasil, apenas no Acre, onde foi encontrada na foz do Rio Macahuan.